# 抚宁北站
抚宁北站位于河北省抚宁区大新寨镇，是大秦铁路的一座火车站，等级为四等站，距大同站603公里，距秦皇岛站50公里，本站及相邻上下行区间均为电气化区段。大秦铁路为煤运铁路，全线不办理客运业务。